# Coginchaug River
Der Coginchaug River ist ein Fluss in Connecticut. Er ist einer der Hauptzuflüsse des Mattabesset River und hat ein Einzugsgebiet von ca. 39 sq mi (101 km²).

## Name
"Coginchaug" ist ein Wort der Mattabesic, die früher in diesem Gebiet siedelten. Die Bedeutung ist ungefähr: "Großer / Langer Sumpf".

## Verlauf
Der Coginchaug entspringt in Guilford, in der Nähe der Durham Road (77), die lange Zeit seinem Verlauf nach Norden folgt. Vom Myer Huber Pond verläuft der Fluss mit geringem Gefälle durch Sumpfgebiete, die sich über ca. 3 mi (5 km) am Fluss entlangziehen. In diesem Gebiet bildet er mit Chalker Brook, Cream Pot Brook und Parmalee Brook ein Netz an Wasserläufen.  Ab dem Cherry Hill ⊙ wird das Flusstal enger und der Fluss als solcher erkennbar. Er windet sich etwas stärker nach Osten. Unterhalb des Sugarloaf Hill stürzt er über die Wadsworth Falls ⊙. Von den Six Dams an läuft er auf den Mattabessett River zu, mit dem er sich bei Stones Cove/Boggy Meadow vereinigt, kurz bevor dieser in den Connecticut River mündet.
Der Fluss durchschneidet die Gemeindegebiete von Durham, Middlefield und Middletown.
Er ist 16.1 mi (26 km) lang.
2006 hatte der Coginchaug ein "lower quality" in Bezug auf das Wasser, weil relativ hohe Bakterienkonzentrationen festgestellt wurden. Mittlerweile wurden Bemühungen vom Natural Resources Conservation Service des United States Department of Agriculture gestartet, die Wasserqualität zu verbessern.

## Kanufahren
Der Fluss hat sich zu einer beliebten Strecke für Kanutouren entwickelt, auch wenn 2006 die Wasserqualität nicht zum Schwimmen geeignet war. Die Hauptstrecke für Bootstouren beginnt an der Route 147 und erstreckt sich flussabwärts, nach Norden, vor allem durch Streckenabschnitte mit langsamfließendem Wasser, im Verlauf gibt es allerdings mehrere Untiefen, an denen die Boote über Land transportiert werden müssen (u. a. bei Six Dams), sowie den Wasserfall bei Wadsworth Falls. Nach der Wildwasserschwierigkeitsskala verfügt die Strecke über Wildwasser Class II. Im Unterlauf tritt der Fluss in das Marschland des Mattabesset River ein.